# Keltisch Aardmannetje
Keltische Aardmannetjes (Engels: Cornish Pixie) zijn fabeldieren uit de Harry Potter-boekenserie van de Britse schrijfster J.K. Rowling.

## Beschrijving en kwalificatie
Keltische Aardmannetjes zijn kleine, felblauwe wezentjes van zo'n 20 cm groot. Hun ogen zijn zwart en glinsteren. Ze kunnen vliegen zonder dat ze vleugels hebben, en houden ervan om tovenaars en heksen voor de gek te houden. Hij komt voornamelijk voor in het Engelse Cornwall. De classificatie door het Departement van Toezicht op Magische Wezens van het Ministerie van Toverkunst is XXX, dus ze mogen geen problemen opleveren voor een kundig tovenaar.

## In de boeken
In Harry Potter en de Geheime Kamer moesten Ron, Hermelien en Harry (en de rest van de groep die les had in Verweer tegen de Zwarte Kunsten) van professor Gladianus Smalhart een kooi vol Keltische Aardmannetjes verslaan. Dat mislukte en Professor Smalhart probeerde ze te stoppen. Maar met geen geluk. Daarna stopt Hermelien ze met een spreuk.